# إدوارد بويدن
إدوارد بويدن (بالإنجليزية: Edward Boyden) هو عالم أعصاب أمريكي في معهد ماساتشوستس للتكنولوجيا وعضو هيئة تدريس في مختبر وسائل الإعلام في معهد ماساتشوستس للتكنولوجيا وعضو مشارك في معهد ماكغفرن لأبحاث الدماغ. يشتهر بويدن بعمله في علم البصريات الوراثي.يتم التعبير في هذه التكنولوجيا عن القناة الأيونية الحساسة للضوء مثل تشانليرودوبسين-2 (channelrhodopsin-2) وراثيًا في الخلايا العصبية، مما يسمح لضوء بالسيطرة على النشاط العصبي. كانت هناك جهود مبكرة لتحقيق السيطرة البصرية المستهدفة التي يعود تاريخها إلى عام 2002 والتي لا تنطوي على قناة الأيونات التي تعمل بالضوء مباشرةً، ولكنها كانت الطريقة القائمة على قنوات تنشيط الضوء مباشرة في الميكروبات، مثل تشانلرودوبسين، التي ظهرت في عام 2005 والتي اتضح أنها مفيدة على نطاق واسع. وقد تم اعتماد علم الوراثة الباطنية بهذه الطريقة على نطاق واسع من قبل علماء الأعصاب كأداة بحثية، كما يُعتقد أيضًا أن لديها تطبيقات علاجية محتملة. انضم بويدن إلى أعضاء هيئة التدريس معهد ماساتشوستس للتكنولوجيا في عام 2007، واستمر في تطوير أدوات علم البصريات الوراثي الجديدة، فضلًا عن غيرها من التكنولوجيات للتلاعب في نشاط الدماغ.حصل بويدن في السابق على درجة عالية في الهندسة الكهربائية، وعلوم الكمبيوتر، والفيزياء من معهد ماساتشوستس للتكنولوجيا. التحق بويدن بأكاديمية تكساس للرياضيات والعلوم خلال المدرسة الثانوية.

## الجوائز
صُنف بويدن في عام 2008 من قِبَل مجلة ديسكفر واحدًا من أفضل 20 عالمًا تحت سن ال40. صٌنف في عام 2006 في معهد ماساتشوستس للتكنولوجيا مراجعة التكنولوجيا كواحد من أفضل 35 مبتكر في العالم تحت سن 35. في عام 2013 شارك جائزة جاكوب هيسكيل غاباي للتكنولوجيا الحيوية والطب مع كارل ديسيروث وجيرو ميسنبوك.
اعتبر إدوارد بويدن في 29 نوفمبر 2015 واحدًا من خمسة علماء كرمتهم جائزة الإنجاز في علوم الحياة، لبحثه «التقدم التحويلي نحو فهم الأنظمة الحية وإطالة الحياة البشرية».
حصل بويدن على جائزة حدود مؤسسة ببفا لعام 2015 في الطب الحيوي، بالاشتراك مع كارل ديسيروث وجيرو ميسنبوك، لتطوير علم البصريات الوراثي، وهي أكثر التقنيات الفريدة لدراسة الدماغ اليوم.